# هيتيروكودون
نبات هيتيروكودون هو جنس أحادي النمط من النباتات في عائلة زهرة الجرس يحتوي على النوع الفردي، والذي يُعرف بالأسماء الشائعة الزهرة النادرة غير المتجانسة وزهرة اللؤلؤ الغربية .
موطنها الأصلي في غرب أمريكا الشمالية من كولومبيا البريطانية إلى كاليفورنيا إلى كولورادو ، حيث تظهر خلال فصل الربيع في المناطق الرطبة مثل المروج. هذا عشب سنوي ينتج جذعًا رقيقًا جدًا منتصبًا يصل ارتفاعه الأقصى إلى 30 سم. يتفرع عدة مرات على الإطلاق ويكون لونه أخضر داكن إلى ضارب إلى الحمرة. تظهر الأوراق من حين لآخر على طول الساق وتكون على شكل قلب لتقريب بحافة مسننة. أيضًا في مناسبات على طول الجذع هي الزهور ، التي تظهر من قاعدة من الكؤوس الورقية المسننة أو الشوكية التي يبلغ طولها بضعة مليمترات. كورولا الزهرة عبارة عن أنبوب أسطواني بطول 3 إلى 5 ملم ، أزرق أو خزامي مع عروق أغمق وحلق أفتح ، وينتشر في فصوص مثلثة في الفم.

## روابطخارجية
- جيبسون eFlora 2013
- نباتات وزارة الزراعة الأمريكية
- كال فوتو